# Comuna Ivaciv Dolișnii
Ivaciv Dolișnii (în ucraineană Івачів Долішній) este o comună în raionul Ternopil, regiunea Ternopil, Ucraina, formată din satele Ivaciv Dolișnii (reședința) și Ivaciv Horișnii.

## Demografie
Componența lingvistică a comunei Ivaciv Dolișnii
     Ucraineană (100%)
Conform recensământului din 2001, toată populația comunei Ivaciv Dolișnii era vorbitoare de ucraineană (100%).